# Club Kung Fu
Club Kung Fu – pierwszy singel estońskiego zespołu Vanilla Ninja, wydany 9 lutego 2003 roku. Singel promował album Vanilla Ninja.
Singel wydany został wyłącznie na terenie Niemiec i Estonii. 

## Notowania utworu
| Tytuł          | Pozycja na liście | Pozycja na liście |
| Tytuł          | GER               |                   |
| -------------- | ----------------- | ----------------- |
| „Club Kung Fu” | 95                |                   |

## Listy utworów i formaty singla
Single CD
1. „Club Kung Fu” (Massimo Radio Edit) – 3:00
2. „Club Kung Fu” (Short Edit)  – 2:42
3. „Club Kung Fu” (Dance Radio) –  3:32
4. „Club Kung Fu” (Club Mix) – 5:16
5. „Club Kung Fu” (Fast Break Beat Mix)  – 4:30
6. „Club Kung Fu” (Slow Break Beat) – 4:12